# Kirin
Kirin je značka japonského piva, které je jedno z nejpopulárnějších v Japonsku. Vyrábí se v pivovaru Kirin v hlavním městě Tokiu.

## Druhy piva značky Kirin
- Kirin ležák s obsahem alkoholu 4,8 %.

Je to spodně kvašené světlé pivo vyráběné z pramenité vody, rýže, ječného sladu, kukuřice, chmele a kvasnic. Pivo se původně začalo vařit v Jokohamě kolem roku 1870 Američanem Copelandem.